# Coupe d'Allemagne féminine de football 2003-2004
Navigation
Édition précédente Édition suivante
Le DFB-Pokal Frauen 2003-2004 est la vingt-quatrième édition de la Coupe d'Allemagne féminine.
Il s'agit d'une compétition à élimination directe ouverte aux vainqueurs des coupes de chaque fédération régionale et des clubs de la  Bundesliga féminine. Elle est organisée par la Fédération allemande de football (DFB).
La finale a lieu le 29 mai 2004 au stade olympique de Berlin. Le 1. FFC Turbine Potsdam remporte sa première Coupe d'Allemagne mettant fin à la domination du 1.FFC Francfort et ses cinq titres d'affilé.

## Format
Les équipes participantes sont les vainqueurs des coupes des fédérations régionales et toutes les équipes ayant participé à la Bundesliga féminine en 2002-2003, soit 12 équipes, et les promus pour la saison 2002-2003 (deux équipes).
La compétition se joue sur un match, en cas d'égalité une séance de tirs au but a lieu. 
La finale se joue le 29 mai 2004 en lever de rideau de la finale masculine.

## Demi-finales
| Equipe 1               | Equipe 2               | Score |
| ---------------------- | ---------------------- | ----- |
| 1.FFC Francfort        | FFC Heike Rheine       | 4 - 1 |
| FFC Brauweiler-Pulheim | 1. FFC Turbine Potsdam | 0 - 3 |

## Finale
| 29 mai 2004 | 1.FFC Francfort | 0 - 3   | 1. FFC Turbine Potsdam | Stade olympique de Berlin, Berlin |                      |
|             |                 | (0 - 1) |                        | Spectateurs : 30 000              | Spectateurs : 30 000 |

- Le 1. FFC Turbine Potsdam remporte sa première Coupe d'Allemagne et réalise son premier doublé coupe/championnat[2].